# Zapuže, Radovljica
Zapuže este o localitate din comuna Radovljica, Slovenia, cu o populație de 389 de locuitori.